# Kalinga-Apayao
Kalinga-Apayao fue una provincia de Filipinas en la región administrativa de la Cordillera, en la isla de Luzón. Se formó, junto con Benguet, Ifugao y la nueva provincia de la Montaña, a partir de la antigua provincia de la Montaña, con la aprobación de la Ley de la República No. 4695 de 1966. Dicha ley fue modificada por la RA No. 7878 de 1995, que dividió la provincia en dos nuevas, Kalinga y Apayao.
Como parte de un culto a la personalidad, el presidente filipino de mucho tiempo, Ferdinand Marcos, realizó cambios graduales en las fronteras de Kalinga-Apayao en el transcurso de su gobierno con el objetivo de hacer que el contorno de la provincia, en un mapa, se asemeje a la silueta de su propia cabeza, mirando hacia su propia provincia natal de Ilocos Norte. El plan quedó inconcluso cuando Marcos fue derrocado en 1986.

## Historia
Antes del establecimiento de la provincia, las subprovincias de Kalinga y Apayao, al establecerse mediante la Ley No. 1642 de 1907, formaban parte de las provincias de Lepanto-Bontoc (ya que Kalinga fue anexada de Cagayán e Isabela) y las provincias de Cagayán, respectivamente. Las subprovincias se anexaron a la provincia de la Montaña, que se estableció mediante la Ley No. 1876 en 1908.
En los primeros años, las subprovincias sufrieron una serie de cambios territoriales:
- Parte de Kalinga fue transferida a la subprovincia de Bontoc (Orden Ejecutiva 53, 1914); igual que parte de Apayao a la provincia de Ilocos Norte (EO 21, 1920).
- 1922: En Apayao, un barrio del distrito municipal de Bayag (Calanasán) a Namaltugan.
- 1926: En Kalinga, barrios en el distrito municipal de Pinukpuk a Balbalan .
- 1927: Partes del distrito municipal de Pinukpuk en Kalinga a Conner en Apayao.

Las subprovincias pasaron a formar parte de Kalinga-Apayao, que fue creada junto con otras tres nuevas provincias que componen la antigua provincia de la Montaña mediante la Ley de la República 4695 del 18 de junio de 1966. Esas provincias, con El Abra, pasarían a formar parte de la región administrativa de La Cordillera, creada mediante EO 220 el 15 de julio de 1987.
Desde la creación de estas subprovincias, Tabuk fue designada como la capital de Kalinga. En Apayao, su primera capital subprovincial fue Tauit hasta mediados de 1915, cuando se trasladó a Kabugao vía EO 45.

### Abolición y división
En virtud de la RA 7878, firmada el 14 de febrero de 1995, las subprovincias de Kalinga-Apayao se convirtieron en dos nuevas provincias, Kalinga y Apayao, manteniendo sus capitales como antes. Ambos comprenden los mismos municipios que solían formar parte de estas subprovincias.
La mayoría de los votantes de Kalinga-Apayao ratificó dicha ley en un plebiscito el 8 de mayo.

## Divisiones administrativas
| Duración  | Kalinga | Apayao |
| --------- | --- | --- |
| 1907-1966 | Luego distritos municipales para 1917: - Balbalán - Lubuagan - Pinukpuk - Tabuk (capital subprovincial, 1907–1966; capital provincial, 1966–1995) Más tarde creado: - Tanudan - Tinglayan - Quirino - Rizal | Luego distritos municipales para 1917: - Calanasán - Conner - Kabugao (capital subprovincial, 1915-1995) Más tarde creado: - Luna - Pudtol - Flora Antiguos distritos municipales: - Tauit (capital subprovincial, 1907-1915) - Namaltugan |
| 1966-1995 | Creado: Pasil Abolido: Quirino | Creado: Santa Marcela |

Cuando se estableció Kalinga-Apayao, ocho municipios seguían siendo parte de la subprovincia de Kalinga, seis municipios también en la subprovincia de Apayao.
En casi tres décadas se crearon posteriormente dos nuevos municipios. El mismo día de la creación de la provincia, se creó Pasil en Kalinga (RA 4741); también, Santa Marcela en Apayao en 1967 (A 4974). Mientras tanto, el municipio de Quirino en Kalinga, que se había establecido antes, fue abolido en algún momento entre 1975 y 1980. Antes de la división en 1995, la provincia tenía 15 municipios y 283 barangays.